# Symfonie nr. 7 (Atterberg)
Kurt Atterberg voltooide zijn Symfonie nr. 7 "Sinfonia romantica" in 1942.
Atterberg gaf het de titel Sinfonia romantica mee, om zich af te zetten tegen de “modernen” binnen de klassieke muziek in Zweden. Atterberg haalde de muziek voor een groot deel uit zijn opera Fanal, zonder het programma van die opera te volgen. Het werk kreeg haar eerste uitvoering op in Frankfurt am Main op 14 februari 1943, dus midden in de Tweede Wereldoorlog. De dirigent van dienst was Hermann Abendroth. Zowel componist als dirigent hadden hun twijfels over de kwaliteit van het werk, maar deel 3 stond hun beiden wel aan. Terugziend was Atterberg het best tevreden over deel 1. De heren waren niet alleen in hun mening. Na een uitvoering onder Tor Mann, het Göteborg Symfonieorkest, op 8 april 1943 werd de symfonie de grond in geboord door de critici, Atterbergs vrouw was er ontdaan door, Atterberg zelf had er al rekening mee gehouden. In de jaren ’60 verwijderde Atterberg het vierde deel, want hij vond het geen goede afsluiting. Dat was weer tegen de zin van Tor Mann, die liever de vierdelige opzet had. In 1969 was de breuk tussen Atterberg en zijn zevende definitief. Hij stormde het archief van de Zweedse Omroep binnen en scheurde deel vier uit de partituur. Atterberg gaf vervolgens zijn muziekuitgeverij deel 4 vanaf dat moment niet meer af te drukken. Ook deel 1 werd nog aangepast. Hij gaf nog wel een tip mee, als men toch een vierde deel wilde uitvoeren, kon men daar het beste Vittorioso opus 58 voor gebruiken... 
Sinds 1969 gaat het werk als een driedelige symfonie door het leven:
1. Drammatico. Lento  - molto vivo
2. Semplice. Andante
3. Feroce Allegro

Deel 1 is geschreven in een vrije sonatevorm, deel 2 in een liedvorm, deel 3 is een rondo.
Atterberg schreef het werk voor:
- 2 dwarsfluiten, 2 hobo's, 2 klarinetten, 2 fagotten
- 4 hoorns, 3 trompetten, 3 trombones, 1 tuba
- pauken, 1 man/vrouw percussie, 1 harp, celesta
- violen, altviolen, celli, contrabassen

## Discografie
- Uitgave Sterling: Malmö Symfoniorkester o.l.v. Michail Jurowski in 1998
- Uitgave cpo: SWR Radiosymfonieorkest Stuttgart o.l.v. Ari Rasilainen